# 趙鑫洲
趙鑫洲，清朝武术家。

## 生平
光緒二十五年(1899)任京師錦衣衛，後為北京國立農業大學武術教員。
其師傳可以追溯到清河北雄縣《鷹爪》劉仕俊，劉傳(族姪輩)劉德寬(有“神槍劉”之稱)，劉德寬曾在滄洲學習六合拳，學成後到北京永勝鏢局任鏢師，在北京再拜多位其他拳術高手學技。劉將所學傳於趙鑫洲。後趙鑫洲又師從光緒皇帝御前四品帶刀護衛孔吉泰。
其徒萬籟聲稱學於趙鑫洲之拳術為六合門。集師祖劉仕俊之《鷹爪》、師公劉德寬之《滄洲六合拳》、師父之北螳螂拳、八掛掌、太極拳、形意拳而成。
六合門在練功中講求“內煉精氣神，外練手眼身”之內外三合；在應用上要求“心與意合、意與氣合、氣與力合之內三合；身與手合、手與腳合、腳與胯合之外三合”，內外相合才可練成制敵，六合隨意就是六合的真意。
六合門動手講究三尖對照，即上對鼻尖、中對手尖、下對腳尖；技擊講究“顧盼定，狠准猛”；吞胸收腹，緊襠抿胯；彼不動己不動，彼一動如山動；進打中，退打肢，腰靈、細胸巧。

## 滄州六合拳承傳
第一代李冠铭传第二代李凤岗，再傳第三代刘德宽（大枪刘），刘德宽在北京传刘彩臣（北京大学国术教习）、赵鑫洲、许禹生等人。